# Кокшамары
Кокшама́ры (мар. Какшамарий) — деревня в Звениговском районе Марий Эл. Расположена на правом берегу реки Большая Кокшага (напротив села Кокшайск) при впадении её в Волгу, в 54 км к северо-западу от районного центра.

## Этимология
Название деревни произошло от наименования реки Большая Кокшага, на живописном берегу которой образовалось это поселение.

## История
Основана в 1547 году переселившимися марийцами с Горной стороны. Из-за скудости почв местные жители традиционно занимались лесными промыслами, смолокурением, молевым сплавом леса, работали плотогонами на реке Волга. С Кокшамарами связаны революционные события в 1906 году, 1-я Маёвка в Марийском крае. В 1925 году здесь образована сельскохозяйственная школа. В годы коллективизации в Кокшамарах было образовано 2 колхоза: им. Революции 1905 года в 1930 году и «У Какшан» («Новая Кокшага») в 1931 году, переименованный в 1935 году в колхоз им. В. М. Молотова. В послевоенный период в 1970-е годы был образован совхоз «Кокшамарский» на базе объединённых колхозов. В 1992 году в результате разделения совхоза на 2 хозяйства переименован в колхоз им. Я. Эшпая. В 2003 году колхоз преобразован в СПК «Волга».

## Население
| 1897 | 2002  | 2010  |
| ---- | ----- | ----- |
| 999  | ↗1068 | ↗1130 |

## Известные уроженцы
- Иван Ключников-Палантай (1886—1926), марийский композитор.
- Григорий Соловьёв (1908—1982), советский государственный деятель, инженер-энергетик.
- Павел Николаевич Хлебников (1912—1987), полный кавалер ордена Славы[5].
- Яков Эшпай (1890—1962), марийский композитор и фольклорист.